# Bezins-Garraux
Bezins-Garraux település Franciaországban, Haute-Garonne megyében. Lakosainak száma 44 fő (2022. január 1.). Bezins-Garraux Moncaup, Arguenos, Boutx, Chaum, Eup, Fronsac és Saint-Béat-Lez községekkel határos.

## Népesség
A település népességének változása:
| Lakosok száma | 47   | 38   | 46   | 53   | 41   | 41   | 44   | 42   | 41   | 44   |
|               | 1968 | 1982 | 1990 | 2006 | 2013 | 2015 | 2017 | 2019 | 2020 | 2022 |